# Міагра двобарвна
Міа́гра двобарвна (Myiagra ferrocyanea) — вид горобцеподібних птахів родини монархових (Monarchidae). Ендемік Соломонових островів.

## Підвиди
Виділяють чотири підвиди:
- M. f. cinerea (Mathews, 1928) — острови Бугенвіль і Бука;
- M. f. ferrocyanea Ramsay, EP, 1879 — острови Санта-Ісабель, Шуазель і Гуадалканал;
- M. f. feminina Rothschild & Hartert, E, 1901 — острови Нової Джорджії[en];
- M. f. malaitae Mayr, 1931 — острів Малаїта.

## Поширення і екологія
Двобарвні міагри живуть в рівнинних і гірських вологих тропічних лісах, мангрових лісах та садах.